# Notte di mezza estate
(Incipit della canzone.)
Notte di mezza estate è una canzone scritta e cantata da Edoardo Bennato e Alex Britti.
Il brano, pubblicato esclusivamente come singolo nel 2006, è stato uno dei tormentoni dell'estate di quell'anno; ha inoltre dato inizio ad una breve collaborazione che ha portato i due artisti a girare l'Italia in un tour congiunto.

## Tracce
1. Notte di mezza estate
2. Notte di mezza estate (strumentale)

## Formazione
- Alex Britti - voce, chitarra, basso, programmazione
- Edoardo Bennato - voce, chitarra
- Mark Hanna - organo Hammond
- Carlo Di Francesco - percussioni
- Antonio Santirocco - batteria
- Claudia Arvati, Gabriella Scalise, Massimo Tassi - cori

## Classifiche
| Classifica (2006) | Posizione massima |
| ----------------- | ----------------- |
| Italia            | 15                |